# Ibicuí (1858)
La cañonera a vapor Ibicuí fue un navío de la Marina del Imperio del Brasil.

## Historia
Buque mixto (vela y vapor) con casco acorazado, era impulsado por una máquina de vapor con una potencia de 100 HP que impulsaban una única hélice. 45.72 m de eslora, 7.01 m de manga, 2.28 m de puntal y 415 t de desplazamiento. Montaba 4 cañones de 32 en batería y 2 de 68 en cureñas separadas.
La Ibicuí, segundo navío en llevar ese nombre en homenaje a los ríos de ese nombre en Rio Grande do Sul y Mato Grosso, fue construida en Inglaterra junto a sus gemelas Tieté, Itajaí y Mearim bajo la fiscalización del entonces vicealmirante Joaquim Marques Lisboa, futuro almirante Tamandaré. 
Botada a fines de 1857 se incorporó a la marina imperial tras las pruebas de rigor en Greenwich en 1858 y el 9 de mayo de ese año partió rumbo a su primera escala en Londres al mando del teniente 1° Inácio Acióli de Vasconcelos en convoy con las restantes de su clase. Tras arribar a su segunda escala en Lisboa, el 17 de mayo participó de una celebración en homenaje a Estefanía de Hohenzollern-Sigmaringen, en su llegada a Portugal para contraer matrimonio con Pedro V de Portugal.
El 14 de junio llegó finalmente a Recife tras 37 días de travesía y el 1 de julio fondeó en Río de Janeiro.
El 15 de noviembre de 1867 paró a desarme en Pará, después de cumplir en servicio 28.891 millas realizadas en 222 días de navegación.